# Wimille
 Wimille  es una población y comuna francesa, situada en la región de Norte-Paso de Calais, departamento de Paso de Calais, en el distrito de Boulogne-sur-Mer y cantón de Boulogne-sur-Mer-Nord-Est.

## Demografía
| 4497 | 4826 | 4779 | 4220 | 4681 | 4721 |
| Para los censos de 1962 a 1999 la población legal corresponde a la población sin duplicidades (Fuente: INSEE [Consultar]) |      |      |      |      |      |

Forma parte de la aglomeración urbana de Wimereux.